# 4056 Тімварнер
4056 Тімварнер (4056 Timwarner) — астероїд головного поясу, відкритий 22 березня 1985 року.
Тіссеранів параметр щодо Юпітера — 3,347.